# Phoracantha acanthocera
Phoracantha acanthocera är en skalbaggsart som först beskrevs av Macleay 1827.  Phoracantha acanthocera ingår i släktet Phoracantha och familjen långhorningar. Inga underarter finns listade i Catalogue of Life.